# Єппе Оккельс
Єппе Оккельс (дан. Jeppe Okkels, нар. 27 липня 1999, Сількеборг, Данія) — данський футболіст, вінгер шведського клубу «Ельфсборг» та молодіжної збірної Данії.

## Ігрова кар'єра

### Клубна
Єппе Оккельс народився у місті Сількеборг і є вихованцем місцевого однойменного клуба. У травні 2016 року Єппе дебютував у першій команді. За результатами того сезону клуб виграв турнір Першого дивізіону і підвищився у класі. І вже влітку наступного року Оккельс зіграв свій перший матч у данській Суперлізі.
Влітку 2020 року Єппе Оккельс підписав чотирирічний контракт з клубом шведської Аллсвенскан «Ельфсборг».

### Збірна
У 2016 році у складі юнацької збірної Данії (U-17) Оккельс брав участь у юнацькій першості Європи, що проходив на полях Азербайджану. У січні 2020 Оккельс дебютував у молодіжній збірній Данії.

## Досягнення
Особисті досягнення
- Гравець місяця Аллсвенскан: липень 2023[6][7]